# Veronika Vitzthum
Veronika Vitzthum (ur. 11 marca 1963 w Unken) – austriacka narciarka alpejska.
W zawodach Pucharu Świata zadebiutowała w sezon 1979/1980. Pierwsze punkty wywalczyła 19 grudnia 1981 roku w Saalbach-Hinterglemm, gdzie zajęła dziewiąte miejsce w zjeździe. Na podium zawodów tego cyklu pierwszy raz stanęła 29 stycznia 1983 roku w Les Diablerets, kończąc rywalizację w zjeździe na trzeciej pozycji. W zawodach tych wyprzedziły ją jedynie Doris de Agostini ze Szwajcarii i kolejna Austriaczka, Elisabeth Kirchler. W kolejnych startach jeszcze dwa razy stanęła na podium: 7 stycznia 1984 roku w Puy-Saint-Vincent i 21 grudnia 1984 roku w Santa Caterina zajmowała drugie miejsce w zjeździe. W sezonie 1983/1984 zajęła 34. miejsce w klasyfikacji generalnej.
Nie startowała na igrzyskach olimpijskich ani mistrzostwach świata.

## Osiągnięcia

### Puchar Świata

#### Miejsca w klasyfikacji generalnej
- sezon 1981/1982: 66.
- sezon 1982/1983: 39.
- sezon 1983/1984: 34.
- sezon 1984/1985: 41.
- sezon 1985/1986: 53.

#### Miejsca na podium
1. Les Diablerets – 29 stycznia 1983 (zjazd) – 3. miejsce
2. Puy-Saint-Vincent – 7 stycznia 1984 (zjazd) – 2. miejsce
3. Santa Caterina – 21 grudnia 1984 (zjazd) – 2. miejsce